# Sara Mingardo

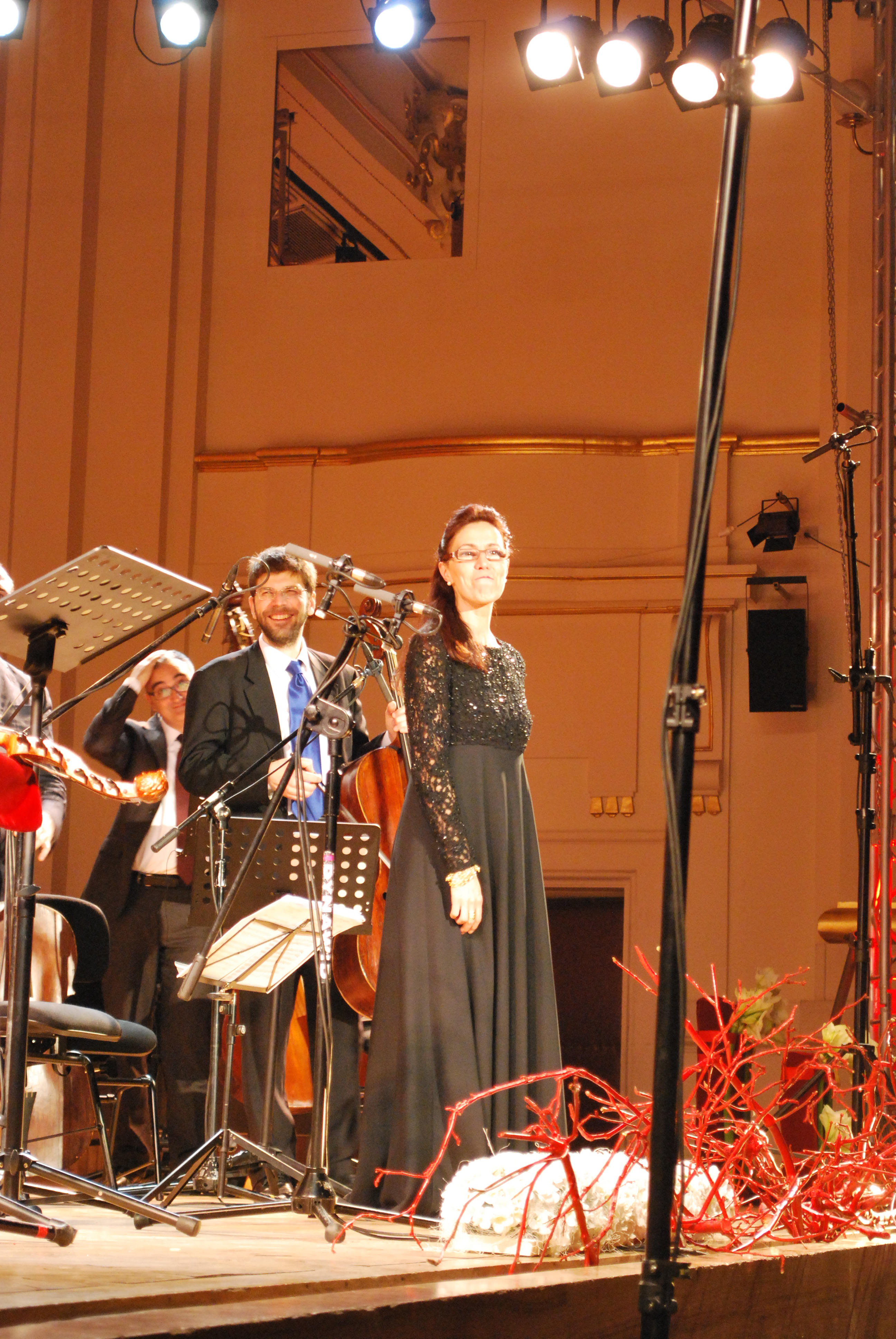
Sara Mingardo

Sara Mingardo (* 2. März 1961 in Mestre, Venedig) ist eine italienische Opernsängerin (Alt) und Gesangspädagogin.

## Leben
Sie studierte am Konservatorium Benedetto Marcello in Venedig und an der Accademia Musicale Chigiana in Siena. Sie debütierte 1987 mit der Fidalma aus Il matrimonio segreto. In der Folge gewann sie lokale Preise und trat in immer prominenteren Häusern auf. Heute gehört sie zu den international bedeutenden Sängerinnen mit Auftritten an den großen Bühnen der Welt. Am ehrwürdigen Conservatorio Santa Cecilia ist sie als Professorin für Barockgesang tätig.
1995 machte sie ihre ersten Aufnahmen.
2016 war sie in L’incoronazione di Poppea an der Mailänder Scala zu sehen.